# 1 Armia Spadochronowa
1 Armia Spadochronowa (niem. 1. Fallschirm-Armee) – powietrznodesantowy związek operacyjny Luftwaffe z czasów II wojny światowej.

## Historia
1 Armia Spadochronowa sformowana została w marcu 1944 roku z Dowództwa XI Korpusu Lotniczego. We wrześniu 1944 przekształcona na terenie Nadrenii w armię. W listopadzie 1944 roku oznaczana też jako Grupa Armijna Studenta. Cały okres istnienia (do kwietnia 1945) walczyła przeciw aliantom na zachodzie, głównie w składzie Grupy Armii H.

### Dowódcy
- wrzesień - listopad 1944: generał pułkownik Kurt Student
- listopad 1944 - marzec 1945: generał wojsk spadochronowych Alfred Schlemm
- marzec - kwiecień 1945: generał piechoty Günther Blumentritt
- kwiecień 1945: generał pułkownik  Kurt Student
- kwiecień 1945: generał piechoty Erich Straube

### Jednostki armijne
- 1 Wyższe Dowództwo Artylerii Armii Spadochronowej
- 1 Armijny Pułk Łączności Luftwaffe
- 1 Dowództwo Zaopatrzenia Armii Spadochronowej Luftwaffe
- 21 Szkolny Pułk Spadochronowy
- 1 Spadochronowy Pułk Pancerny
- 1 Spadochronowy Batalion Rowerowy
- 21 Spadochronowa Brygada Dział Szturmowych
- 1 Pułk Pionierów Spadochronowych
- 1 Batalion Transportowy Armii Spadochronowej

### Skład we wrześniu 1944
- LXXXVI Korpus Armijny
- II Korpus Spadochronowy
- II Korpus Pancerny SS
- XII Korpus SS
- 526 Dywizja Piechoty

### Skład w kwietniu 1945
- LXXXVI Korpus Armijny
- II Korpus Spadochronowy